# Weissia vittata
Weissia vittata là một loài Rêu trong họ Pottiaceae. Loài này được (Mitt.) Lindb. miêu tả khoa học đầu tiên năm 1873.